# 심연원
심연원(沈連源, 1491년~1558년6월19일)은 조선 중기의 문신, 정치인이자 외척이다. 명종조의 명신(名臣)으로, 자는 맹용(孟容), 호는 보암(保庵)이고, 본관은 청송이다. 봉군호(封君號)는 청천부원군(靑川府院君), 시호는 충혜(忠惠)이다. 종묘의 명종 묘정에 배향됨으로써 종묘배향공신이 되었다.

## 생애
학생 신분일 때인 1506년 중종 반정 직후 동생인 심달원과 함께 정국원종공신 3등에 녹선되었다.
김안국의 문하에서 수학하였으며, 중종 때, 1516년 생원과에 장원하였고, 1522년 식년문과에 급제하여, 승문원 권지가 되었다. 이후 승문원 정자·예문관 검열·대교·봉교 등을 거쳐, 1526년 다시 문과 중시에 급제, 의정부 검상, 사복시 부정, 경상도 진휼 경차관, 의주목사, 군기시 정, 동부승지(同副承旨), 병조참의를 거쳐, 사간원 대사간, 경상도 관찰사, 공조참판, 사헌부 대사헌, 성균관 대사성, 1542년 특진관, 형조참판에 이르렀을 때, 그의 손녀가 경원대군(훗날의 명종)의 부인(대군부인, 부부인)이 되었다. 이후, 한성부 좌윤, 사역원 제조, 호조참판, 병조참판 등을 지냈다.
1545년(명종 즉위년) 호조판서 겸 지의금부사, 지경연관사, 병조판서, 의정부 좌참찬, 예조판서, 의정부 우찬성, 판의금부사, 의정부 좌찬성 등을 지냈다. 1548년 을사사화에 대한 추가 공신 책록으로, 위사공신 2등으로 청천군(靑川君)에 봉해지고, 의정부 우의정에 올랐다. 1549년 의정부 좌의정에 오르고, 1550년 청천부원군(靑川府院君)으로 진봉되었다. 1550년 좌의정 겸 춘추관 감사로서 《중종실록》(中宗實錄)과 《인종실록》(仁宗實錄)의 편찬을 총괄 감독하였다. 1551년 의정부 영의정에 올랐다. 1557년 영의정으로서 세자시강원 부(왕세자의 사부)를 겸하였다. 1558년 노환으로 영의정에서 물러나, 영중추부사가 되었다.

## 업적
- 그의 문장은 아름다우면서도 날카로웠으며, 중국과의 국경선을 자세히 알고 있었다.
- 제주 목사로 있을 때 산과 강의 높낮이·굴곡 등을 자세하게 지도로 잘 그려 두었다가, 1555년 을묘왜변 때, 해적들이 쳐들어오자 이를 이용하여 잘 막아내었다.

## 가계
- 세조 때 영의정을 지낸 청송부원군(靑松府院君) 심회(沈澮)의 증손으로, 갑자사화 때 연산군에 의해 참수된 심순문(沈順門)의 장남이며, 소헌왕후의 아버지 심온은 그의 고조부가 된다.
- 기묘명현(己卯名賢) 심달원, 동지돈녕부사 심봉원(沈逢源), 명종 때 좌의정을 지낸 심통원의 형이다.
- 청릉부원군(靑陵府院君) 심강의 아버지이다. 명종비 인순왕후, 선조 때 병조판서를 지낸 서인의 초대 영수 청양군(靑陽君) 심의겸, 청림군(靑林君) 심충겸 형제의 할아버지이다.

## 가족 관계
- 할아버지 : 심원(沈湲)
  - 아버지 : 심순문(沈順門) - 증 영의정
  - 어머니 : 증 정경부인 평산 신씨(贈 貞敬夫人 平山 申氏) - 사헌부 감찰 신영석(申永錫)의 딸
    - 동생 : 심달원(沈達源) - 기묘명현(己卯名賢)
    - 동생 : 심봉원(沈逢源)
    - 동생 : 심통원(沈通源) - 좌의정
    - 부인 : 정경부인 경주 김씨(貞敬夫人 慶州 金氏) - 좌찬성 공절공 김당(恭節公 金璫)의 딸
      - 아들 : 심강(沈鋼) - 명종의 국구, 영돈녕부사, 증 영의정
      - 며느리 : 완산부부인 전주 이씨(完山府夫人 全州 李氏) - 용강현령 증 영의정 전성군 이대(全城君 李薱)의 딸, 효령대군의 5세손
        - 손자 : 심인겸(沈仁謙)
        - 손자 : 심의겸(沈義謙) - 병조판서
        - 손자 : 심예겸(沈禮謙) - 증 영의정
        - 손자 : 심지겸(沈智謙)
        - 손자 : 심신겸(沈信謙)
        - 손자 : 심충겸(沈忠謙) - 병조판서, 증 좌찬성
        - 손자며느리 : 증 정경부인 전주 이씨(贈 貞敬夫人 全州 李氏) - 조선 제11대 국왕 중종 왕자 봉성군의 딸
        - 손자 : 심효겸沈孝謙)
        - 손자 : 심제겸(沈悌謙)
        - 손녀 : 인순왕후(仁順王后)
        - 손서 : 조선 제13대 국왕 명종
        - 손녀 : 청송심씨
        - 손서 : 풍천임씨 문과장원급제 종부시정 임영로(任榮老) - 한성부판윤 문정공 임열(文靖公 任說)의 아들
        - 손녀 : 청송심씨
        - 손서 : 전주이씨 추계수 이벽(秋溪守 李鼊) - 수원군 이덕수(水原君 李德守)의 아들

      - 딸 : 전주이씨 주부 이원빈(李元賓)에게 출가
      - 딸 : 파평윤씨 부사 윤건(尹健)에게 출가
      - 딸 : 전주이씨 현감 이인건(李仁健)에게 출가

    - 사돈 : 용강현령 증 영의정 전성군 이대(全城君 李薱)

  - 장인 : 좌찬성 공절공 김당(恭節公 金璫)
- 외조부 : 사헌부 감찰 신영석(申永錫)

## 같이 보기
- 심덕부
- 심온
- 심회
- 심강
- 명종
- 인순왕후
- 심달원
- 심통원
- 심의겸
- 심충겸
- 심열
- 심호
- 단의왕후
- 심유현